# Амфора
Амфора (на старогръцки: ἀμφορεύς, съд с две дръжки) е античен съд, наподобяващ керамична ваза с яйцевидна форма, тясно дълго гърло и две вертикални дръжки, широко използван в древна Гърция и Рим. Служи основно за съхранение на зехтин и вино. Понякога амфорите са използвани в качеството си на урни.
За първи път се появяват през XV век преди новата ера и с тях се пренасят грозде, зехтин, вино, маслини и риба. Използвани са до XVII век.
Амфорите се изработват в много разнообразни размери и цветове. Най-големите достигат 150 cm, докато най-малките едва 30 cm. Изработвани са основно от глина, но се срещат и бронзови амфори. Вместителността може да бъде от 5 до 50 литра.